# Forêt nationale de Dixie
La Forêt nationale de Dixie (Dixie National Forest) est une forêt nationale américaine située dans l'État de l'Utah aux États-Unis. Le quartier général du service local des forêts qui gèrent la forêt est localisé à Cedar City. La forêt est par ailleurs localisée à l'extrémité orientale du parc national de Bryce Canyon.

## Description

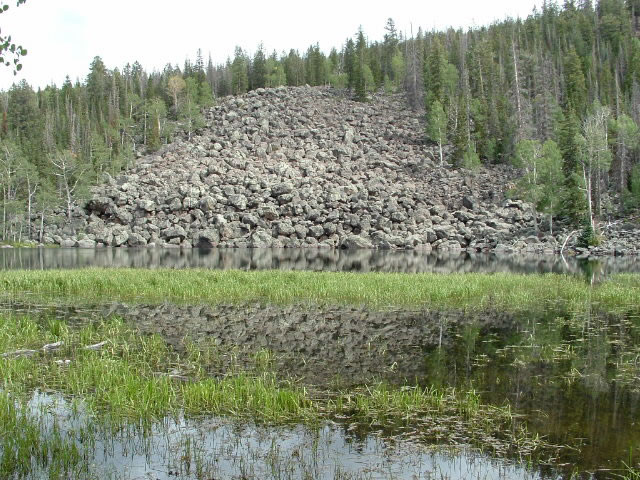
Éboulement dans la forêt nationale de Dixie.

La forêt couvre un territoire de près de 8 000 km2 et s'étend sur plus de 270 km au sud de l'Utah ce qui en fait la plus grande forêt nationale de l'État. La forêt longe la frontière entre le bassin du fleuve Colorado et celui de Grand Bassin. Elle s'étend ainsi sur les comtés de Garfield, Washington, Iron, Kane, Wayne, et Piute même si 55 % de son territoire s'étend uniquement sur le comté de Garfield.
L'altitude de la zone varie entre 850 m et 3 451 m au niveau de Boulder Mountain. Le sud-ouest de la zone est composé de canyons et de collines recouvertes de roches de différentes couleurs. La forêt est découpée en quatre zones géographiques. Une zone de haute altitude composée des plateaux de Markagunt, de Paunsaugunt, et d'Aquarius. Le Boulder Mountain, un des plus hauts plateaux du pays, est recouvert de nombreux petits lacs.
Le climat varie énormément selon l'endroit de la forêt. Les précipitations annuelles fluctuent selon l'endroit dans une fourchette allant de 250 mm à plus d'un mètre au niveau du sommet de Brian Head Peak qui culmine à 3 446 m. Aux altitudes élevées, les précipitations se font sous forme de neige une grande partie de l'année. Des orages sont courants en juillet et août et apportent énormément de pluie. Les températures maximales peuvent atteindre 38 °C en été dans certaines zones alors qu'en hiver on passe sous la barre des −34 °C sur les plateaux.
La végétation est adaptée aux différents biotopes présents dans la forêt. Par endroits, la zone est composée de plantes désertiques à basse-altitude. À moyenne altitude apparaissent les pins à pignons et les genévriers. En altitude, la forêt est composée de pins, de sapins et d'épicéas.

## Histoire
La réserve de la forêt de Dixie (Dixie Forest Reserve) a été fondée le 25 septembre 1905. Son nom provient d'un territoire précédemment nommé Dixie. En 1906, le Service des forêts des États-Unis pris en charge la gestion de la forêt et le 4 mars 1907 elle fut promulguée « Forêt nationale ». La partie occidentale de la forêt nationale de Sevier fut annexée le premier juillet 1922 et toute la forêt nationale de Powell fut annexée le premier octobre 1944.

## Galerie

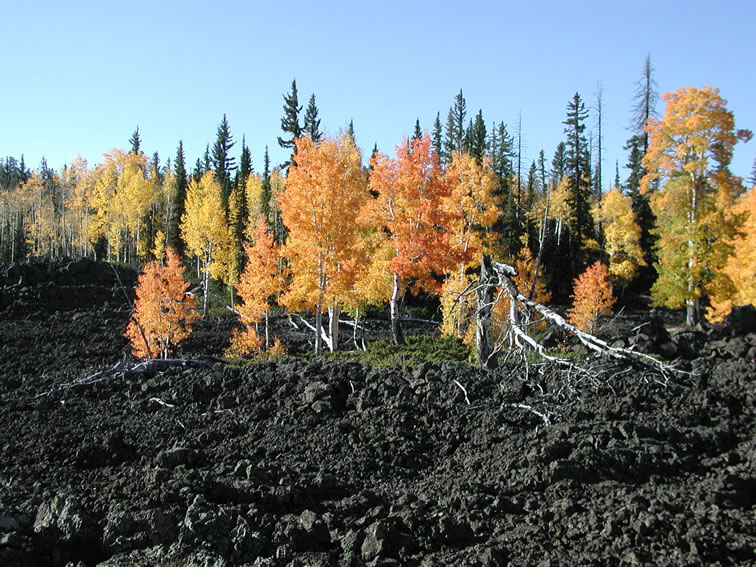
Flore sur sol volcanique
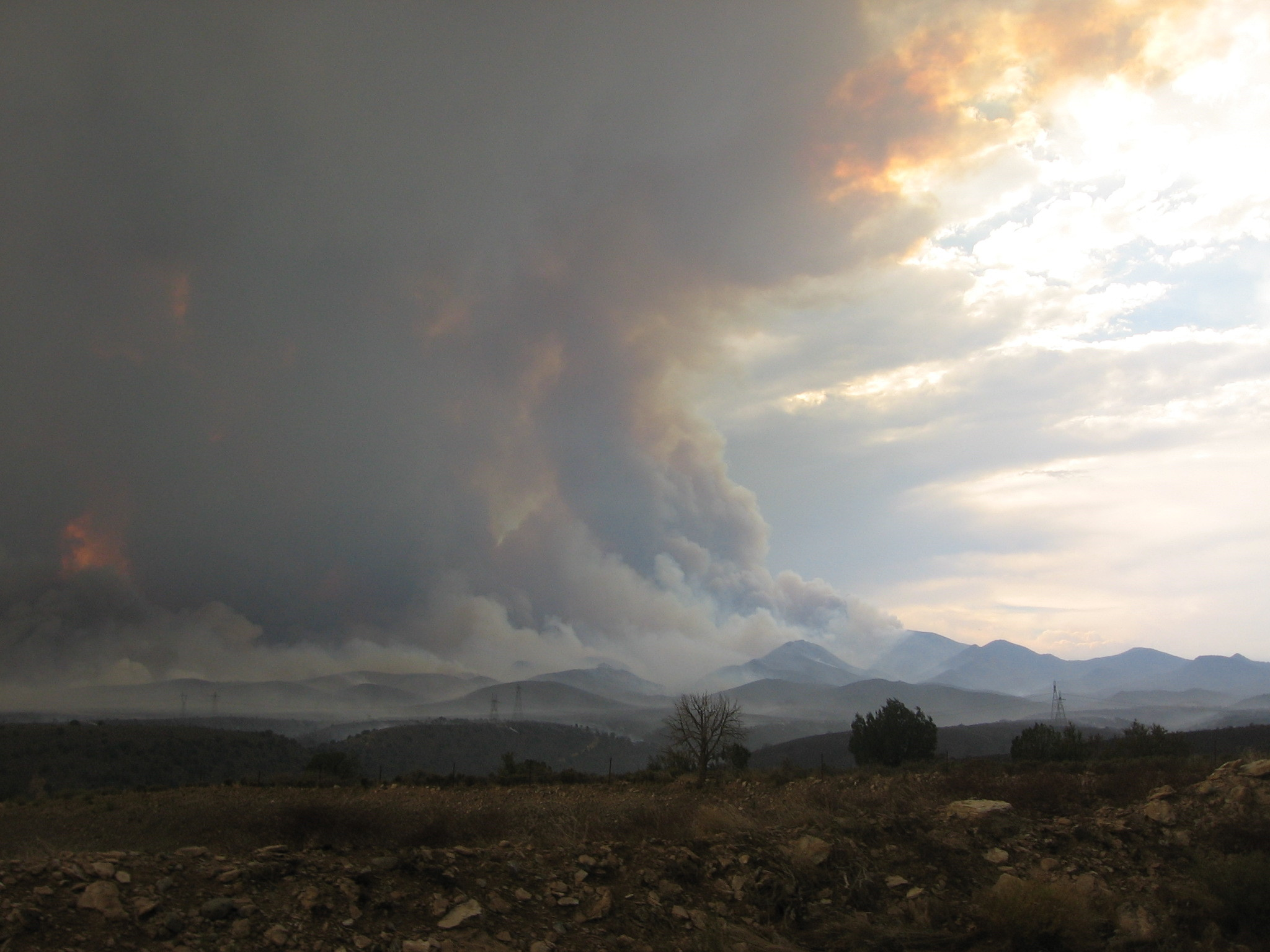
Bull Fire
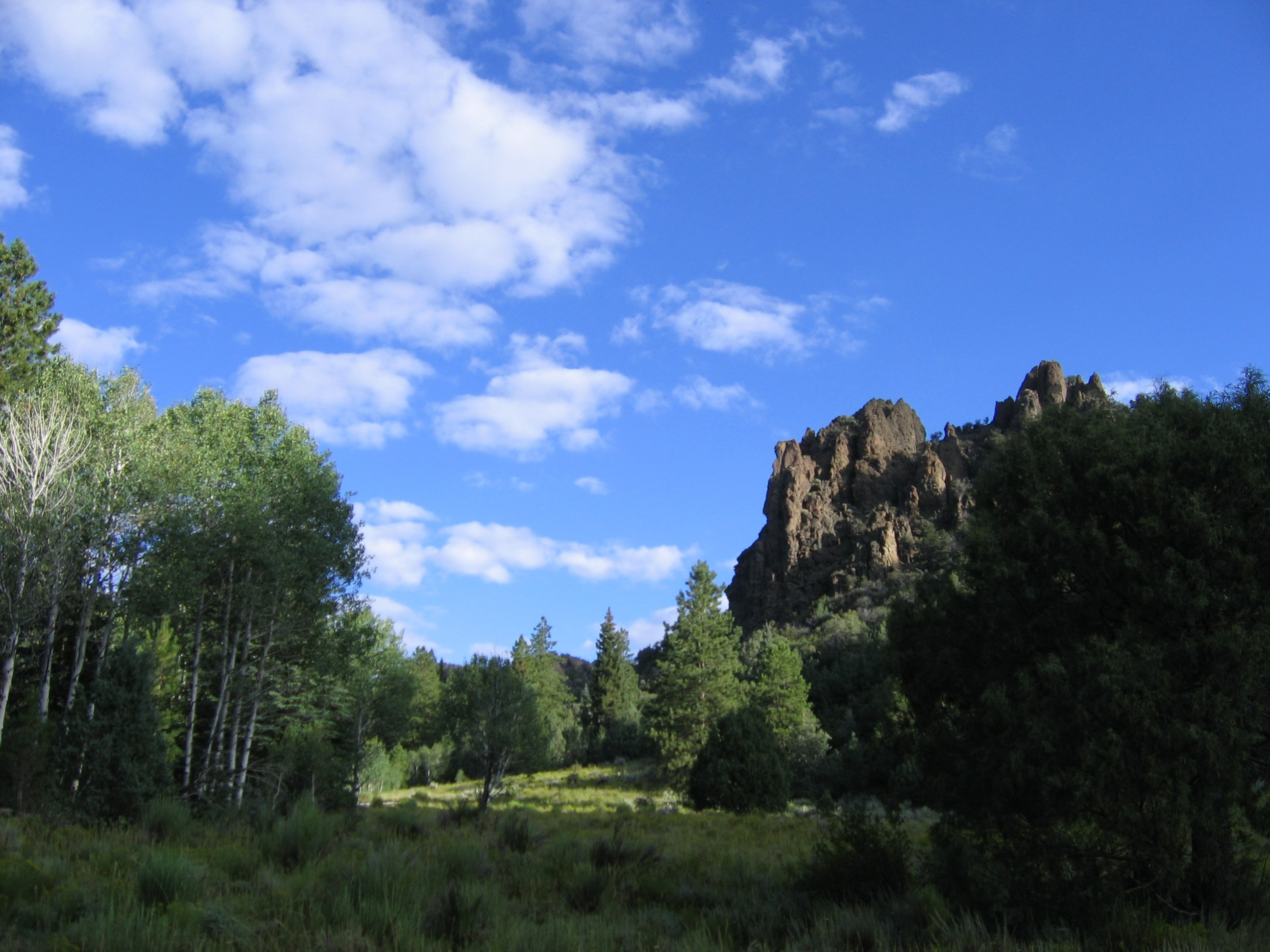
Three Mile Canyon vu de la route 083
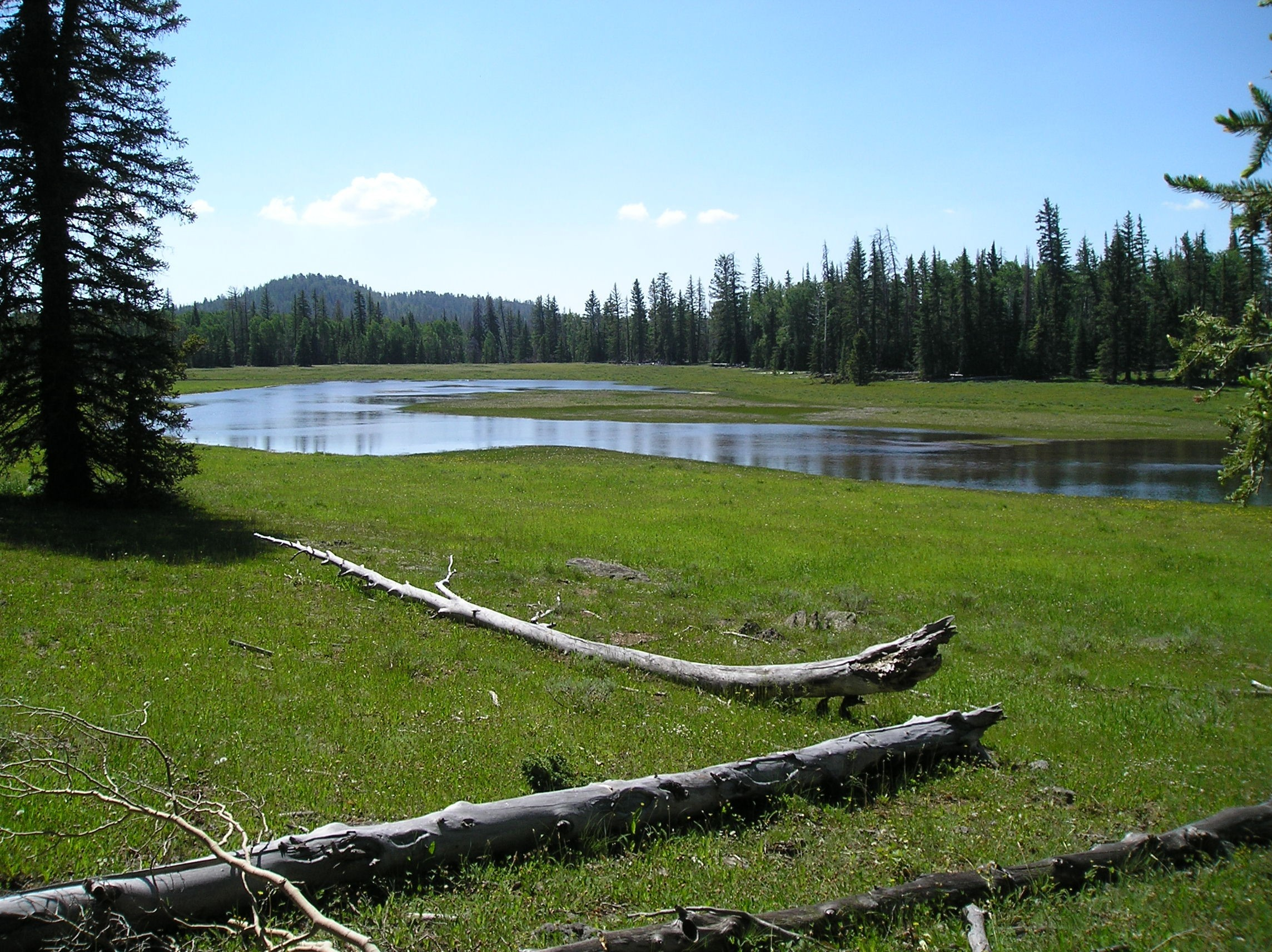
Tippets Valley vu de la route Road 381
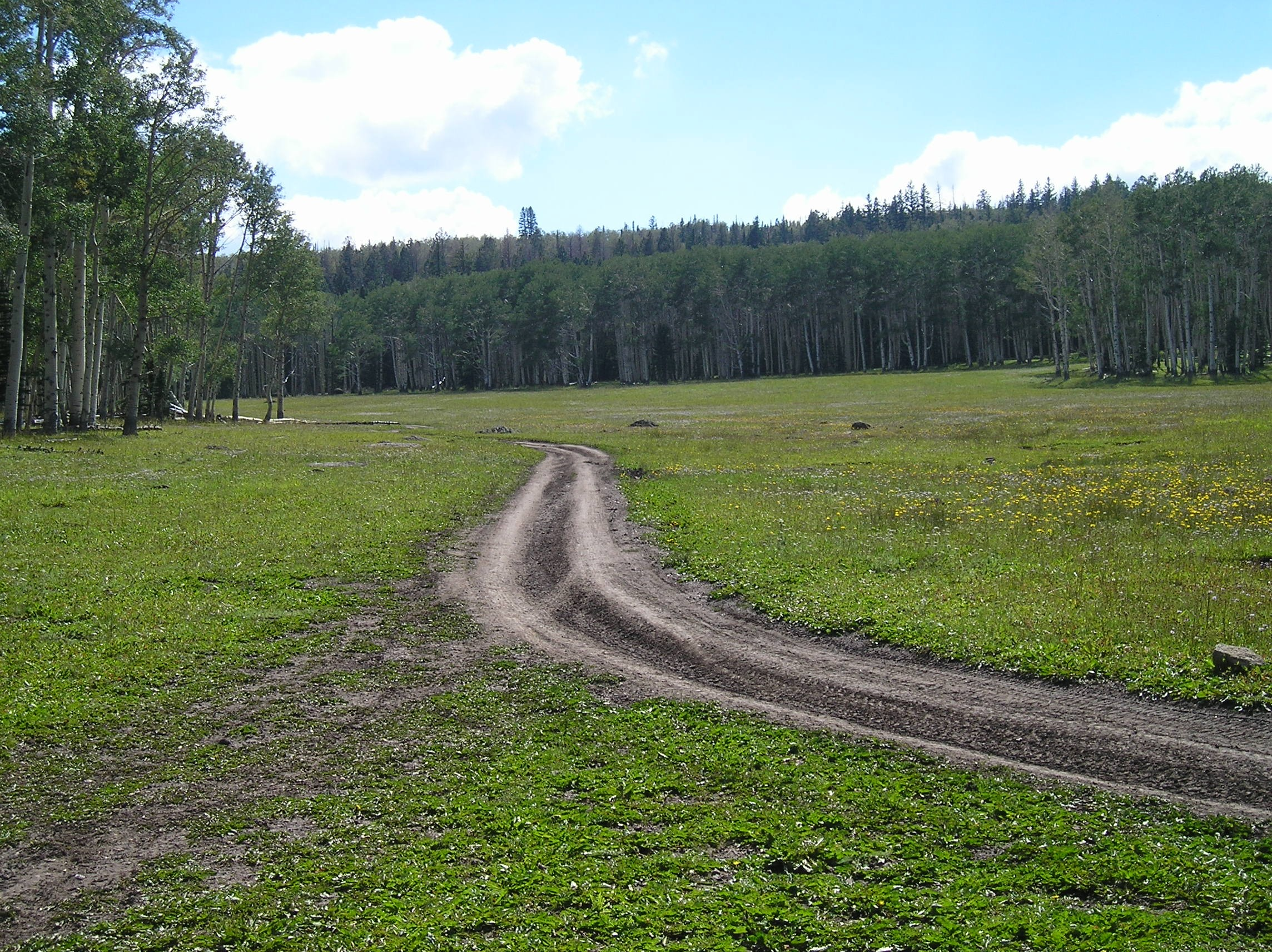
Reed's Valley vu de la route 381
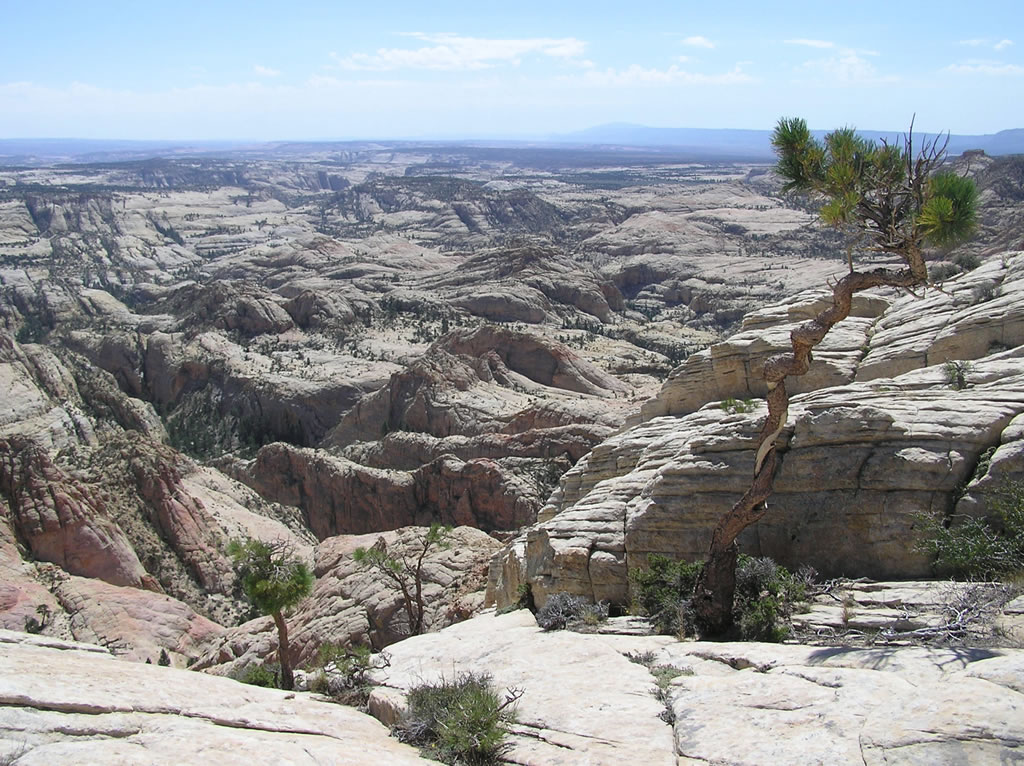
Box-Death Hollow Wilderness
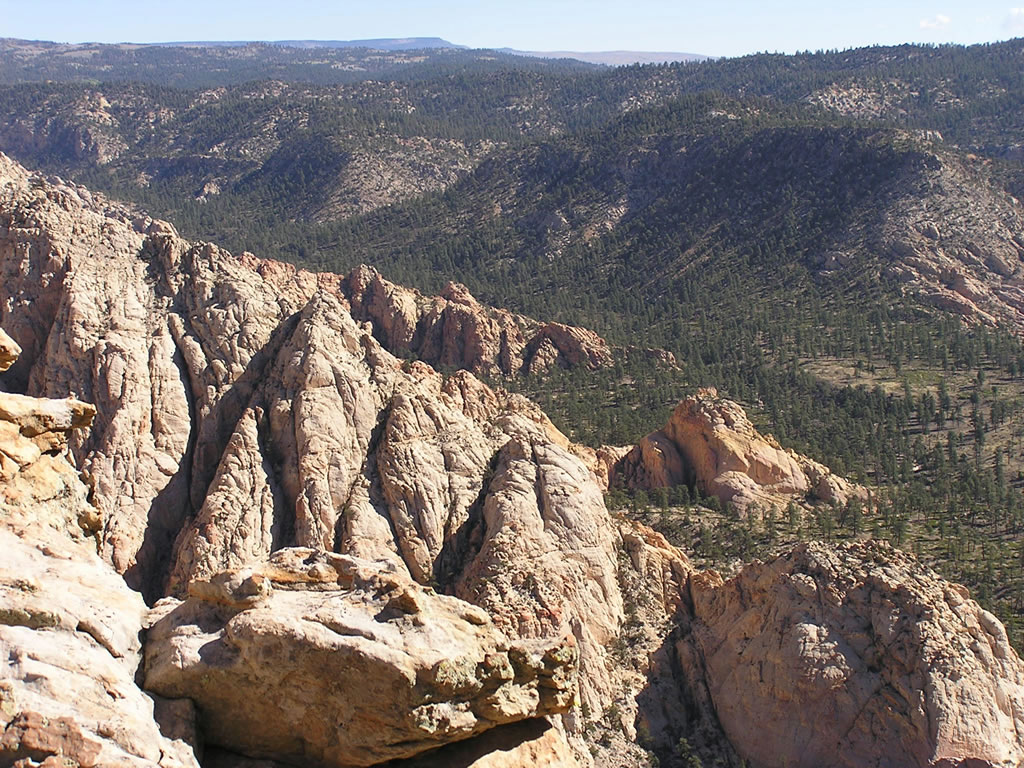
Box-Death Hollow Wilderness
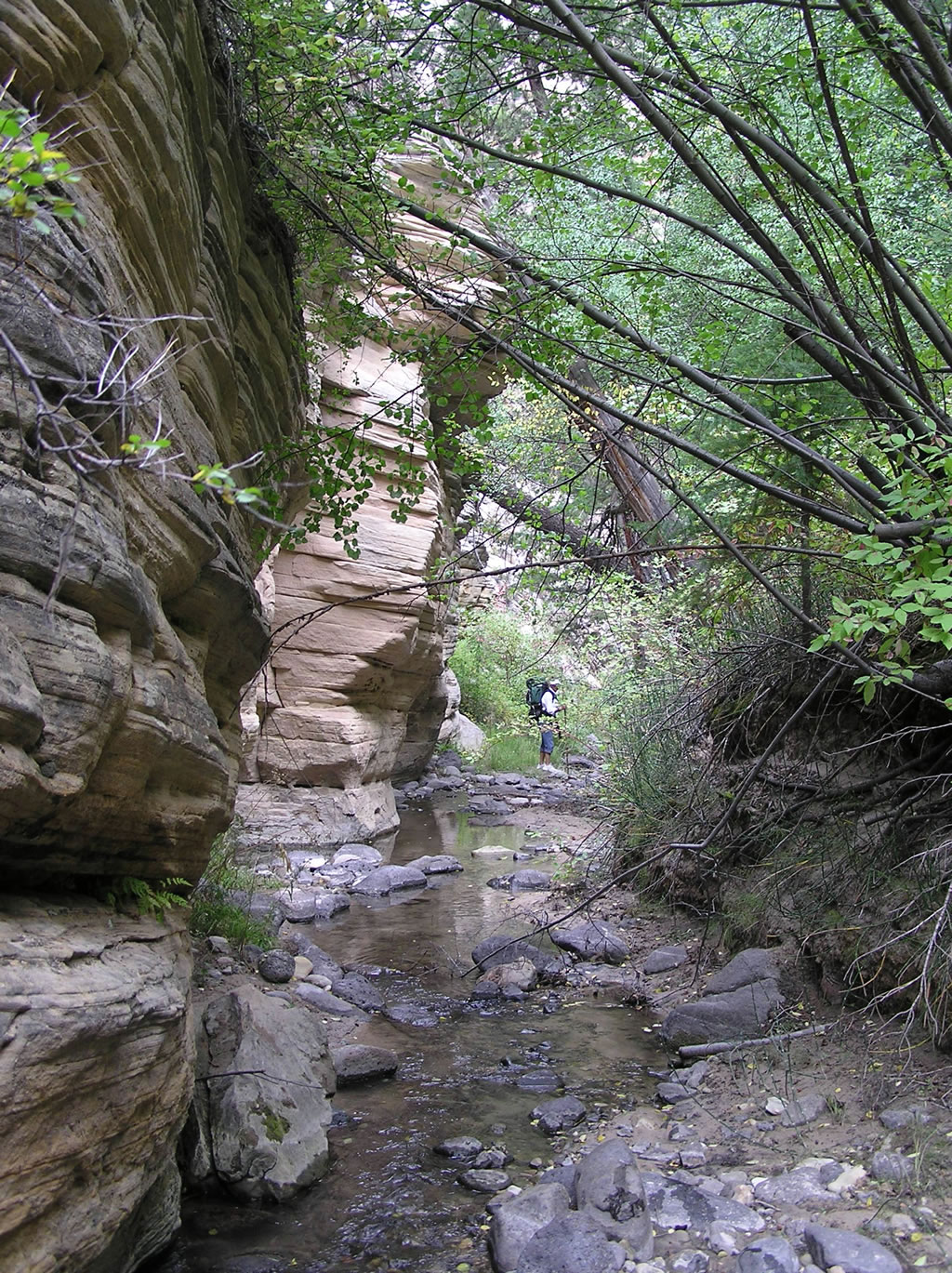
Sand Creek